# La Prophétie (film, 1993)
Pour les articles homonymes, voir La Prophétie.
Pour plus de détails, voir Fiche technique et Distribution.
La Prophétie (titre alternatif : La Prédiction, titre original russe : Предсказание), est un film franco-russe réalisé par Eldar Riazanov et sorti en 1993.

## Synopsis
Une bohémienne prédit son destin à l'écrivain Gorounov.

## Fiche technique
- Réalisateur : Eldar Riazanov
- Scénariste : Eldar Riazanov
- Directeur de la photo : Valeri Chouvalov
- Monteur : Valeria Belova
- Décors : Alexeï Aksenov
- Compositeur : Andreï Petrov
- Son : Semion Litvinov, Vladimir Gorlov
- Société de production : Mosfilm
- Durée : 119 minutes

## Distribution
- Oleg Bassilachvili : Oleg Gorounov, l'écrivain
- Irène Jacob : Liouda, ouvrière à la banque
- Andreï Sokolov : Gorounov dans sa jeunesse
- Alexeï Jarkov : Poplavski
- Alexandre Pachoutine
- Roman Kartsev
- Caroline Sihol : Oxana
- Arina Morozova
- Irina Nekrassova
- Aliona Bouzyliova
- Sergueï Stepantchenko
- Andreï Ignatov
- V. Yeltsov
- Alexandre Rezaline
- Zinaïda Koulakova
- S. Vilvovskaïa
- E. Ourazguildina
- T. Rozanov
- Lev Stepanov
- Youri Svirine